# Alberto Giordano
Alberto Giordano (Genova, 28 gennaio 1961) è un liutaio italiano.

## Biografia
Diplomatosi alla Scuola Internazionale di Liuteria di Cremona nel 1984 sotto la direzione di Wanna Zambelli e Stefano Conia, si perfeziona con Sesto Rocchi, quindi con Gregg Alf e Joseph Curtin; apre l'attività a Genova nel 1987.
Dal 1994 è assistente curatore del "Cannone", il violino di Niccolò Paganini costruito da Giuseppe Guarneri del Gesù nel 1743, conservato a Genova a Palazzo Doria-Tursi.
Ha collaborato con il coreografo ceco Jiří Kylián costruendo strumenti musicali di fantasia per lo spettacolo "Worlds Beyond" in occasione dell'apertura del nuovo Teatro Nazionale dell'Opera e del Balletto di Oslo, avvenuta nel 2008.
Nel 2015 ha conseguito con lode e "dignità di stampa" il diploma di laurea magistrale in Storia dell'Arte e Valorizzazione del Patrimonio Artistico presso l'Università di Genova; nel 2016 è stato insignito dalla Fondazione Cologni del titolo di "Maestro d'Arte e Mestiere".
Collabora con le riviste The Strad, Archi Magazine e Cozio's Carteggio; ha curato la mostra "Liutai italiani del Novecento: la scuola genovese" per il Museo del Violino di Cremona.
Nel Settembre 2018 ha fatto parte della giuria del XV Concorso Triennale Internazionale di liuteria "Antonio Stradivari" tenutosi a Cremona., nel 2024 a quella del 5th China International Violin and Bow making competition tenutosi a Pinggu (Beijing).
Nel 2024 Alberto Giordano ha partecipato al film "Il Cannone della pace" diretto dal regista Paolo Bianchini per RAI Documentari.
1. ↑   Quarta Corda | PremioPaganini, su www.premiopaganini.it. URL consultato l'8 aprile 2025.
2. ↑   Fondazione Stradivari - Concorso triennale 2018, su museodelviolino.org. URL consultato il 15 maggio 2021.
3. ↑   En Jury, su stradpet.com. URL consultato l'8 aprile 2025.
4. ↑   Il cannone della pace, su RaiPlay. URL consultato l'8 aprile 2025.

## Pubblicazioni
- Blot, E., Giordano, A. "Un secolo di liuteria italiana, 1860-1960: Liguria - A century of italian violinmaking, 1860-1960: Liguria", Turris Editrice, Cremona, 1997
- Giordano, A., "Cesare Candi liutista", Cremonabooks, Cremona, 2003
- Gasparotto, D., Giordano, A., Zanrè A., "The Girolamo Amati viola at the Galleria Estense", Edizioni Scrollavezza & Zanrè - Jan Röhrmann, Parma 2015
- Bini, A., Giordano, A., Zanrè, A., "The 1690 "Tuscan" Stradivari in the Accademia di Santa Cecilia", Edizioni Scrollavezza & Zanrè - Jan Röhrmann, Parma 2017

## Contributi
- "Il violino di Paganini: il suono, la storia, le immagini", Dynamic, Genova, 1995
- "Originali, modelli e copie", Ente triennale degli strumenti ad arco, Cremona, 2001
- "Il liutaio Cesare Candi e il violino di Paganini", Cremonabooks, Cremona, 2001
- "Il suono di Bologna, da Raffaele Fiorini ai grandi maestri del Novecento", Florenus-Novecento edizioni, Bologna-Cremona, 2002
- "L'intervento sul Cannone: le ragioni storiche e tecniche" in "Convegno internazionale di liuteria", Comune di Genova, Genova, 2006
- "Paganini e il "Cannone" in "Paganini divo e comunicatore", SerEL International - Editrice, Genova, 2007
- "G.B.Guadagnini e gli interpreti del Novecento", Edizioni Il Salabue, Casale Monferrato, 2008